# Станіславки (Лодзинське воєводство)
Станісла́вки (пол. Stanisławki) — село в Польщі, у гміні Ґрабув Ленчицького повіту Лодзинського воєводства.
У 1975—1998 роках село належало до Конінського воєводства.